# Hans van Daalen
P.J.T. (Hans) van Daalen (Ridderkerk, 1971) is een Nederlandse jurist, ambtenaar, ChristenUnie-politicus en bestuurder. Sinds 1 december 2022 is hij burgemeester van Ermelo.

## Jeugd, opleiding en carrière

#### Jeugd en opleiding
Van Daalen is geboren in Ridderkerk en getogen in Hattem. Na zijn vwo-opleiding studeerde hij vanaf 1989 Nederlands recht aan de Universiteit Utrecht en specialiseerde hij zich in staats- en bestuursrecht en arbeidsrecht.

#### Ambtelijke carrière
Van Daalen begon zijn loopbaan bij de gemeente Blaricum als juridisch-bestuurlijk medewerker. Na een korte uitstap als juridisch medewerker bij de gemeente Lingewaal keerde hij terug bij de gemeente Blaricum waar hij functies bekleedde als afdelingshoofd Bestuursondersteuning en hoofd sector Middelen.

#### Nevenfuncties
Van Daalen is zes jaar actief geweest als lid en plaatsvervangend voorzitter van de commissie voor de bezwaarschriften van het Regionaal Indicatieorgaan Gooi en Vechtstreek. Hij was naast het wethouderschap actief als buurtbemiddelaar en mediator.

## Politieke carrière

#### Amersfoort
Van Daalen werd in 1997 actief voor het Gereformeerd Politiek Verbond als steunfractielid in Amersfoort. Van 2000 tot 2006 en in 2010 was hij er gemeenteraadslid, eerst voor het Gereformeerd Politiek Verbond en later voor de ChristenUnie. Van 2002 tot 2006 en in 2010 was hij er fractievoorzitter van de ChristenUnie. Hij werd op 18 april 2006 namens de ChristenUnie benoemd tot wethouder van Amersfoort. Hij had in zijn portefeuille volksgezondheid, natuurontwikkeling en stedelijk beheer.

#### Barneveld
Van Daalen was vanaf 18 mei 2010 wethouder van Barneveld namens de ChristenUnie. Van 2010 tot 2014 had hij in zijn portefeuille sport, milieu, verkeer en vervoer en beheer van de openbare ruimte. Van 2014 tot 2018 had hij jeugd, welzijn en zorg, verkeer, water, bezwaarschriften (deel) en de projecten Station Zuid, Zwembad Voorthuizen, Rondweg Voorthuizen, Regiosprinter en Knooppunt A1/A30 in zijn portefeuille en was hij de tweede locoburgemeester.
Zijn portefeuille bestond in Barneveld van 2018 tot 2022 uit sociaal domein (jeugd, WMO en welzijn, senioren), verkeer en vervoer, bezwarencommissie (deel), volksgezondheid, water en klimaat. Ook was hij tweede locoburgemeester. Vanaf 2022 had hij jeugd, onderwijs (inclusief leerlingenvervoer), welzijn, WMO, seniorenbeleid inclusief buurt- en dorpshuizen, werk & inkomen en armoedebeleid, inburgering, volksgezondheid, klimaat, water (inclusief riolering), duurzaamheid en energietransitie in zijn portefeuille en was hij de derde locoburgemeester.

#### Ermelo
Van Daalen werd op 12 oktober 2022 door de gemeenteraad van Ermelo voorgedragen als burgemeester. Op 18 november dat jaar werd bekendgemaakt dat hij bij koninklijk besluit is benoemd met ingang van 1 december dat jaar. Op die dag vond ook de installatie en beëdiging plaats.
Hij heeft beleidscoördinatie, algemene en bestuurlijke zaken, representatie, woordvoering gemeentebrede aangelegenheden, politie, brandweer, openbare orde en veiligheid, horeca en evenementen, handhaving apv, handhaving vakantieparken, asielbeleid, opvang/huisvesting vluchtelingen Oekraïne, woonwagenbeleid, overleg predikanten en voorgangers kerken, Vereniging Nederlandse Gemeenten, Sport- en cultuurbedrijf Interactie (eigenaarsrol), Alliander, Vitens, Leisurelands, Coöperatie Gastvrije Randmeren, Defensie, VNOG, Stichting Collectieve beveiliging Ermelo, coördinatie intergemeentelijke samenwerking en toekomstverkenning EHZ en personeelsaangelegenheden in zijn portefeuille.

## Privéleven
Van Daalen is in 1995 getrouwd; het echtpaar heeft een dochter en twee zoons.